# رابرت سلفد
رابرت سلفد (انگلیسی: Robert Selfelt؛ ۲۲ مه ۱۹۰۳ – ۲۴ اوت ۱۹۸۷ (aged 84)) ورزشکار اهل سوئد بود.
وی در مسابقات کشوری و بین‌المللی در مجموع برندهٔ ۱ مدال نقره، ۱ مدال برنز شده‌است.